# Bathsheba (cràter)
Bathsheba és un cràter d'impacte en el planeta Venus de 32,3 km de diàmetre. Porta el nom de Betsabé (c. 1030 aC), reina d'Israel, i el seu nom va ser aprovat per la Unió Astronòmica Internacional el 1994.